# La actriz Alice Regnault
El Retrato de la actriz Alice Regnault es un óleo sobre lienzo de 112 × 82 cm del pintor italiano Giovanni Boldini fechado hacia 1884, actualmente en una colección privada.

## Historia
El mundo del teatro y del espectáculo fascina a Boldini, que encuentra en actrices, como Alice Regnault, Réjane o Geneviève Lantelme, y en bailarinas, como Mme Torri o Cléo de Mérode, el ideal de belleza que persigue en la pintura. En la década de 1880, ejecutó dos retratos de Augustine-Alexandrine Roulet (1849-1931), conocida como Alice Regnault, futura esposa del escritor Octave Mirbeau, que había iniciado una breve carrera teatral en 1871 bajo el nombre de Alice Regnault. El primero es una representación más convencional de la actriz como amazona, Alice Regnault a caballo (hacia 1879).

## Descripción
En este retrato inacabado e íntimo, Alice Regnault adopta una pose sensual con un atuendo deshabillé: está probablemente en su tocador, sentada en ropa interior, con una camiseta con puntillas de encaje, corsé y enagua. 